# 葉山有樹
葉山 有樹（はやま ゆうき、1961年 - ）は陶芸家である。佐賀県西松浦郡有田町生まれ。伝統の文様から独自の歴史観と世界観をもって比類ない細密描写で普遍的な美を追求して作品とし、国内にとどまらず海外でも高い評価を受けている。そのかたわら、著述家としても絵本や小説などを手掛けている。
　作品の最大の特徴は、超人的な技術で器いっぱいに隙間なく緻密に描かれた多様な文様と絵にあり、それらがすべて古今東西の知見を結集して編まれた物語をもっている点にある。
　その物語は、制作の前にまず浮かんでくるもので、形式化した文様をただ書き写すのではなく、描くもののが何たるかしっかりイメージし、そこに精神的な意味合いを大事にし、それを次世代に伝えたいとしている。そして、美は細部に宿るとし、細部ほどしっかりと仕事をするのが信条という。
　それぞれの時代に、それぞれの地で神話や伝説を作り出した人々の文化が結晶した文様を解きほぐし、再編集して新たな神話的世界を現出させることで、神と人の間の原初的な営為の再現を追求している。

## 略歴
- 1961年（昭和36年）佐賀県西松浦郡有田町に生まれ。
- 1975年（昭和50年）地元の窯元に入社。
- 1985年（昭和60年）佐賀県武雄市山内町に「葉山有樹窯」を開窯。
- 1990年（平成2年）福岡全日空ホテルで初の個展開催。
- 1991年（平成3年）東京アメリカンクラブにて「細密画の世界 葉山有樹展」開催。
  - 有楽町マリオンのウラクメインギャラリーに出展。
- 1998年（平成10年）O.A.Gドイツ文化館にて展覧会開催。
- 2004年（平成16年）福岡国際フォーラムにて「文様の変遷」講演。
- 2005年（平成17年）「詩想の旋律 葉山有樹作品集」出版。
- 2007年（平成19年）スパイラルガーデン（東京）にて「A Pattern odyssey YUKI HAYAMA展」開催。
  - 「A Pattern odyssey 文様をめぐる450万年の旅」出版
  - フィンランド・ヘルシンキのデザインミュージアムで「葉山有樹展 Ceramic Stories」開催。
  - フィンランド、イッタラ社・アラビア窯にて滞在制作。
- 2008年（平成20年）「魚になった少女」絵本を出版
  - 「神話の波紋―玻璃と剣―」小説を出版
  - 日仏友好150周年記念 横浜山手西洋館にて「ラリック・葉山有樹合同展覧会」開催
- 2009年（平成21年）ドイツ光学機器エッシェンバッハ社プロダクト参加
- 2010年（平成22年）「空飛ぶだんごむし」文芸書を出版
- 2011年（平成23年）「空飛ぶだんごむし」出版記念展
  - スパイラルガーデン（東京）にて第2回「A Pattern odyssey YUKI HAYAMA展」開催。
- 2012年（平成24年）金沢21世紀美術館にて「工芸未来派」展
  - 「種子集」短編小説を出版
- 2014年（平成26年）「道後オンセナート」に参加
- 2015年（平成27年）NYアート＆デザインミュージアムにて「工芸未来派」展

## 引用・参考文献
1. ↑  山下裕二編集「超絶技巧 美術館」美術出版社 2013年
2. 1 2  小学館編著「日本美術全集」第20巻 小学館 2016年
3. ↑  日本経済新聞（夕刊）「人間発見」美は細部に宿る①～④ 2008年9月16日～19日

- 木村俊介著「仕事の話」文藝春秋 2011年
- ＮＨＫ「日曜美術館」工芸・温故知新！ 2012年6月3日放送
- 「月刊美術」3月号 実業之日本社 2016年